# Kantoni departmaja Ardèche
Sledi seznam 17 kantonov departmaja Ardèche v Franciji po reorganizaciji francoskega kantona, ki je začela veljati marca 2015:
- Annonay-1
- Annonay-2
- Aubenas-1
- Aubenas-2
- Berg-Helvie
- Bourg-Saint-Andéol
- Les Cévennes ardéchoises
- Guilherand-Granges
- Haute-Ardèche
- Haut-Eyrieux
- Haut-Vivarais
- Le Pouzin
- Privas
- Rhône-Eyrieux
- Sarras
- Tournon-sur-Rhône
- Vallon-Pont-d'Arc